# 758
El 758 (DCCLVIII) fou un any comú començat en diumenge del calendari julià.

## Esdeveniments
- 17 de gener:[1] Rebel·lió d'An Lushan. L'ex-emperador Xuanzong, que va fugir després de l'aixecament militar, torna a la capital (Chang'an) pocs mesos després de la recaptura per part de les forces Tang. Su Zong, el seu fill i nou emperador, li ofereix el tron, però Xuanzong el rebutja.

- 30 d'octubre: Rebel·lió d'An Lushan. Es tanca el port xinès de Canton durant cinc dècades a conseqüència dels atacs perses i àrabs.[2]

## Naixements
- Nicèfor I de Constantinoble (patriarca de Constantinoble i historiador)
- Sakanoue no Tamuramaro (heroi japonès)
- Teòfanes el Confessor (aristòcrata, cronista i monjo asceta de Constantinoble)

## Morts
- Swithred d'Essex (rei d'Essex)